# Criollo principense
El criollo principense (en portugués: crioulo principense) es una lengua criolla portuguesa minoritaria hablada en Santo Tomé y Príncipe. El criollo portugués es también llamado criollo lunguyê, criollo lun'gwiye, criollo moncó. Es una lengua criolla portuguesa hablada por unas 1500 personas, pero actualmente es muy hablado por mujeres mayores de la isla de Príncipe. Los hablantes también hablan portugués y criollo forro.
El criollo principense presenta muchas similitudes con el criollo forro y puede ser visto como un dialecto. Al igual que el criollo forro, es una lengua criolla basado en el portugués, junto con substratos del bantú y kwa.
Su léxico tiene un 77 % de similitud con el criollo forro, un 67 % con el criollo angolar y un 62 % con el criollo annobonense. Es una lengua en peligro de extinción, su código ISO 639-3 es pre.